# Àngel Serra i Riera
Àngel Serra i Riera (Avinyó, 1878 – Manresa, 1936) va ser un metge manresà.
Estudià medicina a Barcelona i s'establí a Manresa l'any 1907. Pot considerar-se el primer metge modern de Manresa. Amb un alt nivell científic, col·laborà en els aspectes mèdics de l'obra que sobre la grip del 1918 publicà l'alcalde de Manresa Maurici Fius i Palà. Fou l'autor d'un "Estudi de les aigües de Manresa en relació amb el tifus" (1927). Va ser fundador i president del Sindicat de Metges de Catalunya. President i fundador d'Acció Catalana. Director del Laboratori Municipal de Manresa. Soci de l'Orfeó Manresà i del Centre Excursionista de la Comarca de Bages.